# Pont d’Arcole
Pont d’Arcole – most w Paryżu. 

## Historia
Od średniowiecza do 1828 na miejscu mostu funkcjonowała jedynie sześciometrowa przeprawa piesza pod nazwą Passelerie de Grève, wzniesiona przez Marca 
Séguina. W 1828 obiekt został zastąpiony szerszym mostem, a w 1856 roku, w związku ze zmianami w układzie urbanistycznym miasta wzniesiono nowy most według projektu Nicolasa Cadiata, żelazny, pierwszy most na tym miejscu, który pozwalał zarówno na ruch pieszy, jak i kołowy. Był to zarazem pierwszy żelazny most w Paryżu, który wiódł przez całą szerokość rzeki nie przebiegając przez jedną z wysp. Błąd konstrukcyjny sprawił, że w 1888 most nieoczekiwanie obsunął się o 20 cm i musiał być gruntownie wyremontowany. Ponowną renowację przeszedł w latach 1994–1995. W 1944 to przez ten most do ratusza paryskiego weszła dywizja generała Leclerca w dniu wyzwolenia miasta.
Nie jest konkretnie ustalone pochodzenie nazwy mostu. Może on nosić imię słynnej bitwy stoczonej przez Bonapartego, jak również nazwisko jednej z ofiar rewolucji lipcowej – młodego republikanina, który zginął na moście, niosąc na czele pochodu trójkolorowy sztandar.
Most ma 80 metrów długości, 20 szerokości. Jest to most jednołukowy.